# ران فوچر
ران فوچر (انگلیسی: Ron Futcher؛ زادهٔ ۲۵ سپتامبر ۱۹۵۶) بازیکن فوتبال اهل بریتانیا است.
از باشگاه‌هایی که در آن بازی کرده‌است می‌توان به باشگاه فوتبال اولدهام اتلتیک، پورتلند تیمبرز، باشگاه فوتبال بارنزلی، باشگاه فوتبال کرو آلکساندرا، باشگاه فوتبال لوتون تاون، باشگاه فوتبال ساوت‌همپتون، باشگاه فوتبال ناک بردا، باشگاه فوتبال منچستر سیتی، باشگاه فوتبال بوستون یونایتد، باشگاه فوتبال پورت ویل، باشگاه فوتبال برنلی و باشگاه فوتبال برادفورد سیتی اشاره کرد.